# Třída Centaur (1915)
Třída Centaur byla třída lehkých křižníků Royal Navy. Byla to čtvrtá ze sedmi tříd lehkých křižníků souhrnně označovaných jako třída C. Celkem byly postaveny dvě jednotky této třídy. Ve službě byly od roku 1916. Účastnily se první světové války. Ve 30. letech byly vyřazeny.

## Stavba
Celkem byly objednány dvě jednotky této třídy. Pro urychlení jejich stavby byly použity pohonné systémy vyrobené pro nerealizovanou osmanskou objednávku dvou předzvědných křižníků. Při jejich vývoji byly využity zkušenosti z probíhající světové války. Například se ukázalo, že výzbroj předcházejících lehkých křižníků třídy C byla příliš slabá. Proto dostala třída Centaur jednotnou hlavní výzbroj pěti 152mm kanónů. Dostaly rovněž trojnožkový stožár. Oba křižníky byly do služby přijaty roku 1916.
Jednotky třídy Centaur:
| Jméno   | Loděnice | Založení kýlu  | Spuštění na vodu | Přijetí do služby | Status                |
| ------- | -------- | -------------- | ---------------- | ----------------- | --------------------- |
| Centaur | Vickers  | 24. ledna 1915 | 6. ledna 1916    | srpen 1916        | Prodán do šrotu 1934. |
| Concord | Vickers  | 1. února 1915  | 1. dubna 1916    | prosinec 1916     | Prodán do šrotu 1935. |

## Konstrukce

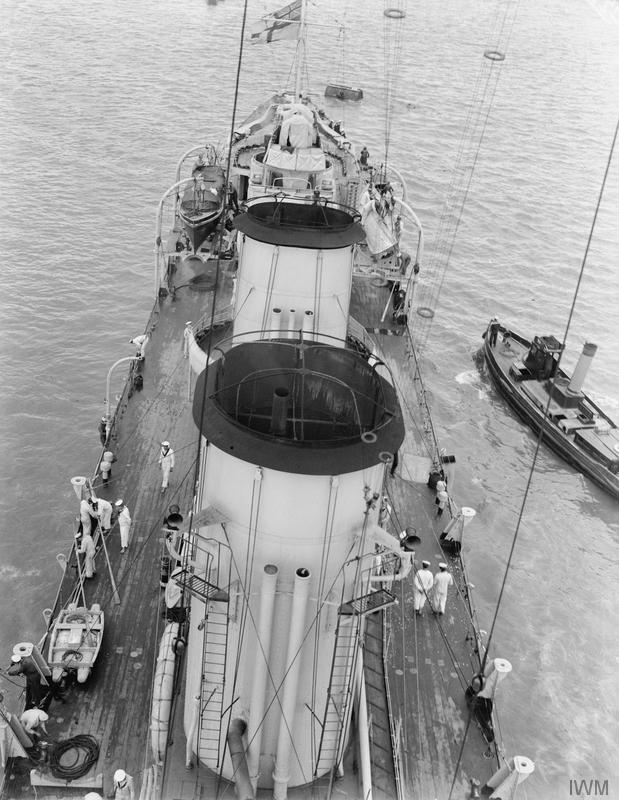
Centaur

Oba křižníky měly dvoukomínový design a oproti předchozím třídám zesílenou výzbroj. Nesly pět 152mm kanónů, jeden 76mm kanón, dva protiletadlové 76mm kanóny a dva 533mm torpédomety. Pohonný systém tvořilo šest kotlů Yarrow a čtyři turbínová soustrojí Parsons o výkonu 40 000 hp, pohánějící čtyři lodní šrouby. Nejvyšší rychlost dosahovala 29 uzlů.

### Modifikace
Během války byla výzbroj modifikována a 76mm kanón nahradily dva 40mm kanóny Pom-pom. Po válce byla výzbroj křižníku Centaur redukována o jeden 152mm kanón a výzbroj křižníku Concord o dva. V letech 1931–1932 přišel Concord rovněž o 76mm protiletadlové kanóny.

## Osudy

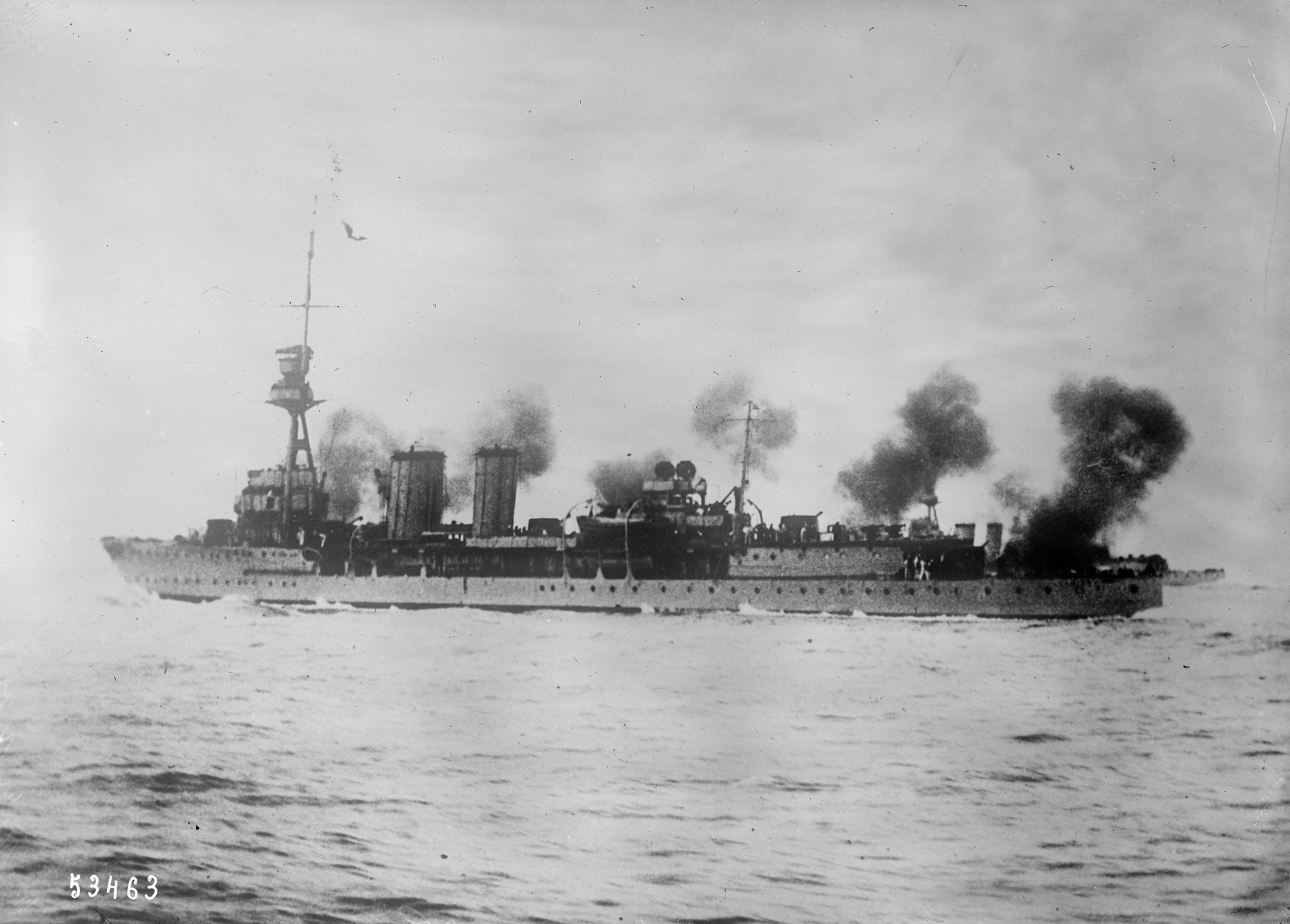
Centaur během nasazení na Baltu roku 1919

Oba křižníky byly nasazeny v první světové válce. Jako první křižníky s jednotnou hlavní výzbrojí, přidělené Harwichské skupině britského námořnictva (velitel Reginald Tyrwhitt), byly přezdívány „Tyrwhittovy dreadnoughty“. V rámci Harwichského svazu operovaly celou válku. Oba válku přečkaly a byly vyřazeny v polovině 30. let. Centaur roku 1934 a Concord roku 1935.